# Zeds Dead
Zeds Dead est un duo canadien de musique électronique, originaire de Toronto, en Ontario. Il est composé de Dylan Mamid, également connu sous le nom de DC, et de Zachary Rapp-Rovan, également connu sous le nom de Hooks. Le duo se fait connaître en publiant de la musique originale et des remixes entre 2009 et 2010 avant de devenir un incontournable du circuit international des tournées. Ils explorent une grande variété de genres qui combinent des aspects du dubstep, du UK garage, de la house, de l'electro house, du hip-hop, du glitch, de la drum and bass, et bien plus encore.

## Histoire
Tous deux nés et élevés à Toronto, au Canada, le duo se présente par le biais d'amis communs en 2004 lorsque DC demande à Hooks de peindre une fresque de graffiti dans son garage. Ils se découvrent rapidement un amour commun pour le hip-hop et commencent simultanément à produire de la musique. Collaborant initialement sous le nom de Mass Productions, le duo trouve son nom actuel à partir d'une phrase prononcée par le personnage de Bruce Willis, Butch Coolidge, dans le film Pulp Fiction (1994) de Quentin Tarantino.
Zeds Dead publie gratuitement son premier titre, Journey of a Lifetime et joue son premier concert au The Social le 11 juin 2009 à Toronto. En 2009, Zeds Dead fonde une fête hebdomadaire appelée Bassmentality dans le sous-sol du bar torontois 751. Cette soirée était destinée à permettre à de nouveaux DJ de jouer sans être limités par les promoteurs de concerts. À l'été 2010, Bassmentality quitte le sous-sol du 751 pour s'installer au Wrongbar de Toronto. Bassmentality propose des performances hebdomadaires de ses fondateurs, Zeds Dead et The Killabits, ainsi que des créneaux tournants d'artistes locaux et internationaux. Au cours de ses quatre années d'existence, l'événement a accueilli les premières performances de plusieurs artistes aujourd'hui acclamés, tels que Skrillex, Borgore, Nero, Camo & Krooked, Bare Noize et Bar, entre autres.
L'EP Victor sort en mars 2012 sur le label Jeffree's de Mad Decent. L'album est une collaboration entre Zeds Dead et l'artiste torontois Omar LinX. Il comprend les voix d'Omar sur sept titres de Zeds Dead. DatPiff qualifie l'album de « [fusion entre] un hip-hop nostalgique des années '90 basé sur des échantillons [et] une basse futuriste [avec] des paysages sonores cinématographiques ».
Zeds Dead sort l'EP Somewhere Else en juillet 2014 sur Mad Decent. L'album contient des collaborations et des featurings avec Twin Shadow, D'Angelo Lacy, Omar LinX, Big Gigantic, Bright Lights, Sean Price, Perry Farrell, et Dirtyphonics. Somewhere Else se classe dans plusieurs classements Billboard dès sa sortie, notamment le Billboard 200.
Le 1er mars 2016, Zeds Dead annonce le lancement de son propre label discographique, Deadbeats, parallèlement à la sortie d'un nouveau titre Back Home en featuring avec Freddie Gibbs. Le 14 octobre 2016, Zeds Dead sort son premier album studio Northern Lights via son label Deadbeats, et entame par la suite une tournée du même nom. L'album comporte une grande variété de featuring, notamment Rivers Cuomo et Pusha T sur Too Young, et Diplo et Elliphant sur Blame.
En mars 2021, Zeds Dead annonce le lancement de son nouveau label, Altered States, ainsi qu'un nouveau logo. La première sortie est une mixtape originale de Zeds Dead appelée Catching Z's.

## Discographie

### Albums studio
- 2016 : Northern Lights (Deadbeats)
- 2025 : Return to the Spectrum of Intergalactic Happiness (Deadbeats)

### EP
- 2010 : Rudeboy (San City High Records)
- 2011 : Rudeboy (feat. Omar LinX) (San City High Records)
- 2011 : Bassmentality (Basshead Records)
- 2011 : Rumble in the Jungle (Mad Decent)
- 2015 : You know (feat. Oliver Heldens) (Spinnin'Records)